# Curti (Kampanien)
Curti ist eine italienische Gemeinde (comune) mit 6644 Einwohnern (Stand 31. Dezember 2023) in der Provinz Caserta in Kampanien. Die Gemeinde liegt etwa 5 Kilometer westlich von Caserta und 26 Kilometer nördlich von Neapel.

## Geschichte

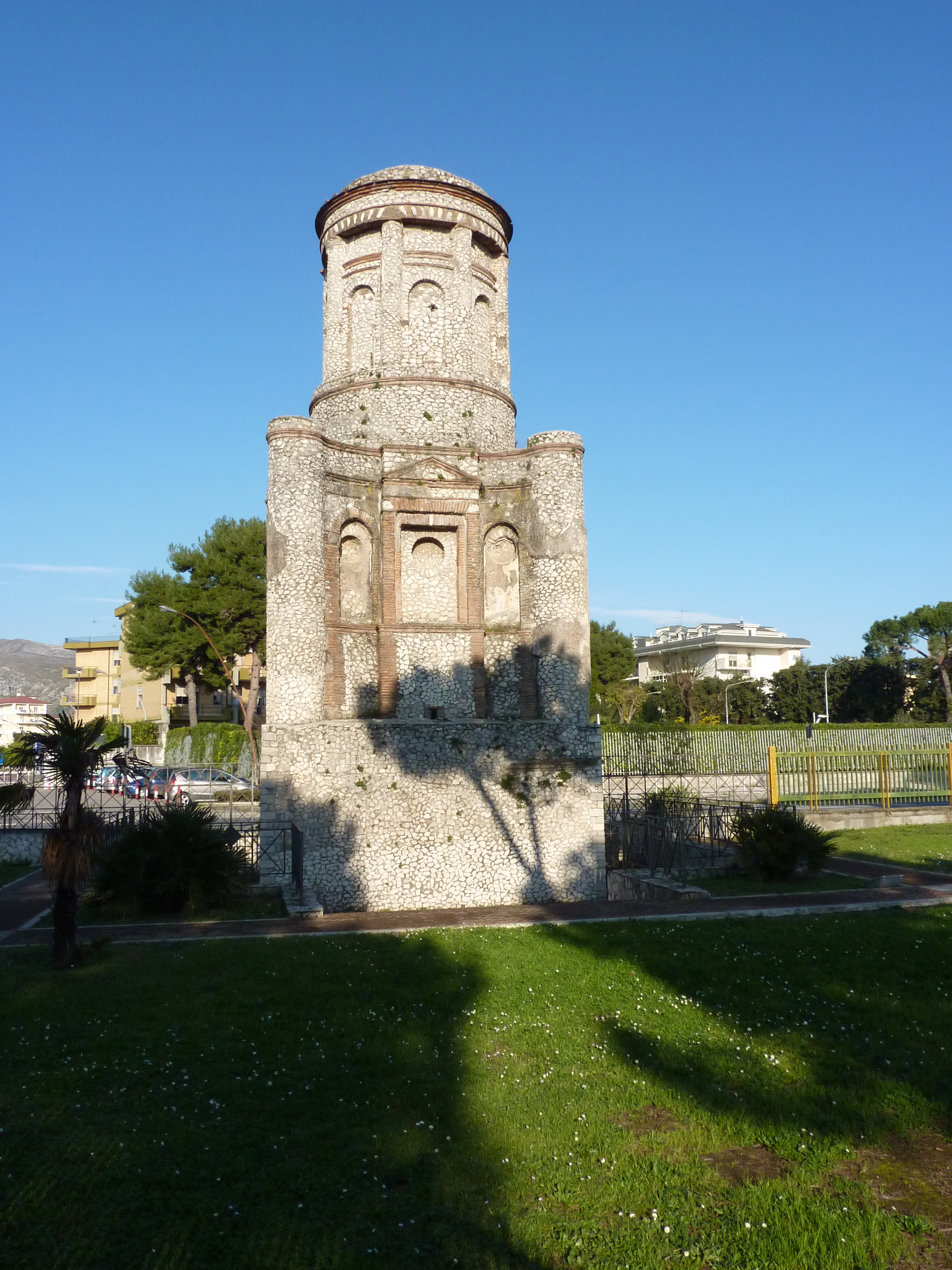
Das Conocchia-Grabmal

Die Conocchia ist ein antikes Grabmal, das aus der römischen Antike erhalten geblieben ist und als Symbol Curtis gilt.

## Gemeindepartnerschaften
Curti unterhält Partnerschaften mit der spanischen Gemeinde Chiprana in Aragonien sowie mit dem bulgarischen Pawel Banja in der Oblast Stara Sagora.

## Verkehr
Curti liegt südlich der Autostrada A1 von Rom nach Neapel. Die Staatsstraße 7 führt direkt durch die Ortschaft.